# Bombay Rockers
Bombay Rockers er et dansk/indisk rockband dannet i 2002 af Navtej Singh Rehal og Thomas Sardorf.

## Diskografi
- Rock Tha Party & Sexy Mama (remix, 2004)
- Introducing... (2005)
- Crash And Burn (2007)
- All Or Nothing Feat. Bombay Rokers (oversøisk album, 2008)
- Rock And Dhol (2011)

### Singler
- "Sexy Mama" (2003)
- "Rock Tha Party" (2004)
- "Wild Rose" (2005)
- "Out of Control" (2006)
- "Kushi" (2007)
- "Beautiful" (2007)
- "Aaja Nach Ley feat. Bombay Rockers" (2008)
- "Let's Dance" (2011)

som featuring artist
- "When The Musikk Stars To Play (Musikk featuring Bombay Rockers) (2005)